# Natuurlijke regio's van Duitsland
Bij de verdeling van Duitsland in grote natuurlijke regio's wordt rekening gehouden met in de eerste plaats de geomorfologische, geologische, hydrologische en bodemkundige criteria om het land te verdelen in grote, fysieke eenheden met een gemeenschappelijke geografische basis. Politieke grenzen spelen geen rol in deze, afgezien van de vaststelling van de nationale grens.
De volgende lijst toont de verdeling van Duitsland in haar grote natuurlijke regio's zoals geclassificeerd volgens de Federale Dienst voor Natuurbescherming (Bundesamt für Naturschutz) (BfN) in 1994, die de regio's genummerd heeft van D01 tot en met D73. De lijst loopt grotendeels parallel met de vorige indeling van de grote regionale eenheden, genummerd 01 t/m 90, door Meynen, maar in sommige gevallen zijn twee tot vier oude regionale eenheden vervangen door een nieuwe, terwijl de oude Noord- en Oostzee-regio zijn gesplitst in vier nieuwe.
Naast een verdeling van Duitsland in natuurlijke gewesten, hebben de federale autoriteiten ook een verdeling gemaakt naar zogenaamde 'landschappen' (Landschaftsräume), die meer is gebaseerd op het menselijk gebruik van de verschillende regio's. Deze indeling geeft duidelijk andere grenzen. 

## De belangrijkste natuurlijke gebieden van Duitsland volgens de BfN
Duitsland kan worden onderverdeeld in 3 grote geografische regio's: de Noord-Duitse Laagvlakte, de Centrale hooglanden en de Alpen die ieder ruwweg van west naar oost door het land lopen.
De indeling van BfN heeft zeven grote afdelingen en 73 natuurlijke regio's. De zeven grote afdelingen zijn: de Noordoost-Duitse Laagvlakte, de Noordwest-Duitse Laagvlakte, de West-Centrale Hooglanden, de Centraal-Oostelijke Hooglanden, de Zuid-Duitse steile rotswanden en het Alpine Voorland, en als zevende de Noord- en de Oostzee.
De 73 BfN natuurlijke regio's worden hieronder in numerieke volgorde opgesomd. De oude nummering staat tussen haakjes achter de naam. Wanneer verschillende oude regionale eenheden zijn gegroepeerd in een nieuwe regio, zijn de oude eenheden onder hun nieuwe naam en hun regionale locatie binnen het nieuwe gebied gegeven.

### Noordoost-Duitse Laagvlakte

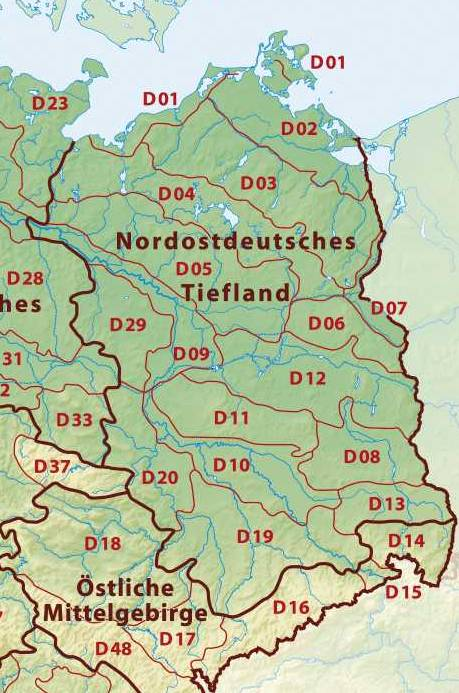

- D01 Mecklenburg-Voorpommerens Kustgebied (71)
- D02 Noordoost-Mecklenburgs laagland met inbegrip van Oderhavengebied (72-73)
  - Noordoost-Mecklenburgs laagland (72, noordwesten en midden)
  - Oderhavengebied  (73, oosten)
- D03 Achterland van het Mecklenburgse-Brandenburger merengebied (74)
- D04 Mecklenburgse merengebied (75)
- D05 Mecklenburg-Brandenburgse laagland en heuvelland (76-78)
  - Zuidwestelijk voorland van het Mecklenburgse merengebied (76, noordwesten)
  - Noord-Brandenburger laagland en heuvelland (77, midden)
  - Luchland (78, zuidoosten)
- D06 Oostbrandenburgse laagland (79)
- D07 Oderdal (80)
- D08 Lausitzer Bekken en Spreewald (83-84)
  - Spreewald (83, noordoosten)
  - Lausitzer Bekken- en Heideland (84, midden, westen en zuiden)
- D09 Elbdal-Laagland (87)
- D10 Elbe-Mulde-Laagland (88)
- D11 Fläming (85)
- D12 Brandenburgs heide- en merengebied (81-82)
  - Middenbrandenburgse vlakte en laagten (81, westen)
  - Oostbrandenburgs heide- en merengebied (82, oosten)
- D13 Oberlausitzer heidelandschap (89)
- Saksisch lössgebied (nieuwere boveneenheid)
  - D19 Saksisch heuvelland en Ertsgebergtevoorland (45-46)
    - Ertsgebergtevoorland (45, zuiden)
    - Saksisch heuvelland (inclusief Leipziger Land) (46, westen, noorden en oosten)

  - D14 Oberlausitz (44) - zonder Lausitzer Bergland (441)
- D20 Oostelijk Harzvoorland en Börden (50)
- D29 Wendland en Altmark (86)

### Noordwest-Duitse Laagvlakte

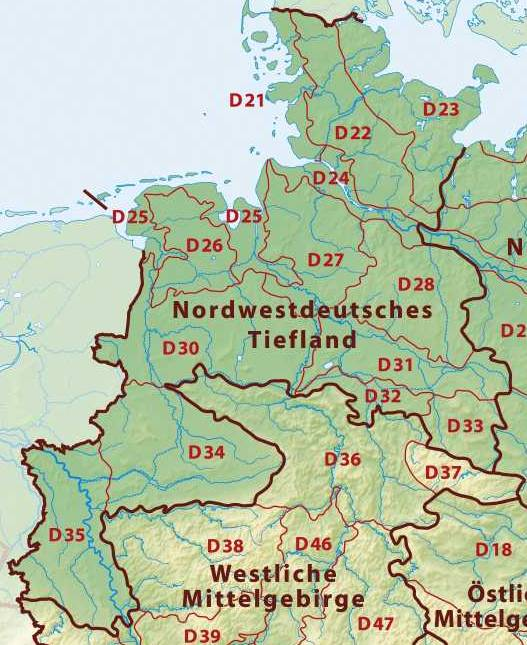

- D21 Sleeswijk-Holsteins moerasgebied (68)
- D22 Sleeswijk-Holsteins geestgebied (69)
- D23 Sleeswijk-Holsteins heuvelland (70)
- D24 Beneden-Elbelaagten(Elbemoerasgebied) (67)
- D25 Ems- en Wezermoerasgebieden (61)
- D26 Oostfries geestgebied (60)
- D27 Stader geestgebied (63)
- D28 Lüneburger Heide (64)
- D30 Dümmer geestlaagte en Ems-Hunte geestgebied (58-59)
  - Dümmer Geestlaagte (58, zuiden)
  - Ems-Hunte geestgebied (59, noorden)
- D31 Wezer-Aller vlakte (62)
- D32 Nedersaksische Börden (52)
- D33 Noordelijk Harzvoorland (51)
- D34 Westfaals laagland (Munsterlands Laagland) (54)
- D35 Nederrijnse laagvlakte en Keuls laagland (55, 57)
  - Keuls laagland (55, zuiden)
  - Nederrijnse laagvlakte (57, noorden)

### West-Centrale middelgebergten

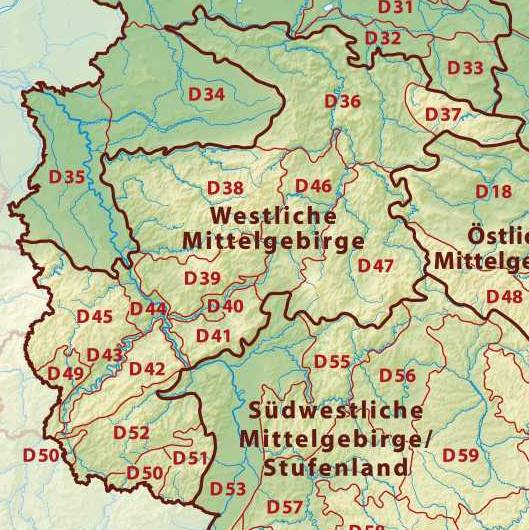

- D36 Nedersaksisch Bergland (met Wezer- en Leine-Bergland) (36-37, 53)
  - Beneden Wezerbergland (53, noordwesten)
  - Boven Wezerbergland (36, midden)
  - Weser-Leine-Bergland (37, oosten)
- D37 Harz (38)
- D38 Süderbergland (33)
- D39 Westerwald (32)
- D40 Gießen-Koblenzer Lahndal (31)
- D41 Taunus (30)
- D42 Hunsrück (24)
- D43 Moezeldal (25)
- D44 Middenrijngebied (29)
- D45 Eifel  (met Hoge Venen) (27-28, 56)
  - Oosteifel (27, oosten en midden)
  - Westeifel (28, westen)
  - Hoge Venen (56, äußerster noordwesten)
- D46 West-Hessisch Bergland (34)
- D47 Oost-Hessisch Bergland (35)
- D49 Gutland (Bitburger Land) (26)
- D50 Pfaltzer-Saarlands Muschelkalkgebied (18)
- D51 Pfälzerwald (Haardtgebergte) (17)
- D52 Bergland nabij de Saar (19)

### Centraal-Oostelijke middelgebergten

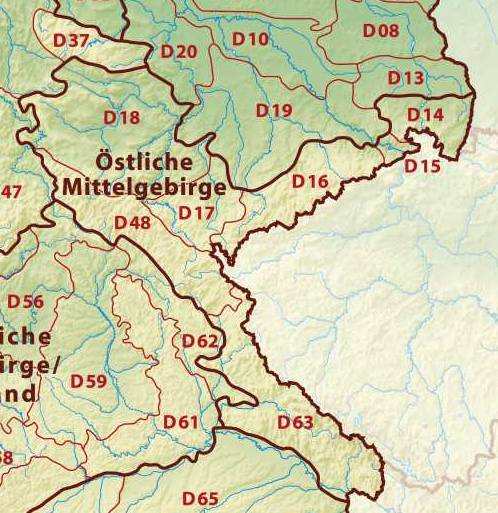

- Saksisch Bergland en Middelgebergte (nieuwere boveneenheid)
  - D14 Oberlausitz (44)
    - alleen 441 Lausitzer Bergland

  - D15 Saksisch-Boheems krijtzandsteengebied (43)
  - D16 Ertsgebergte (42)
  - D17 Vogtland (41)
- D18 Thüringer bekken met randplateau (47-48)
  - Zuidelijke randplateau van het Thüringer bekken (47, zuiden)
  - Thüringer bekken (48; noorden, westen en midden)
- D48 Thürings-Frankisch middelgebergte (39)
- D63 Oberpfälzisch-Beierse Wald (40)

### Zuid-Duitse vlakten en middelgebergten

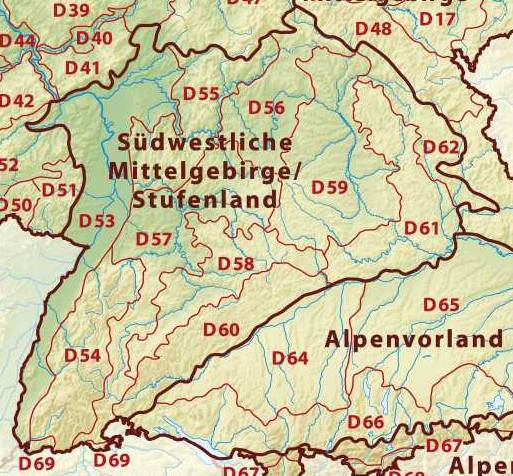

- D53 Bovenrijnse laagvlakte (20-23)
  - Zuidelijke Bovenrijnse laagvlakte (20, uiterste zuiden)
  - Centrale Bovenrijnse laagvlakte (21, zuidelijk van het midden)
  - Noordelijke Bovenrijnse laagvlakte (22, midden en noorden)
  - Rijn-Main-laagland (23, noordoosten)
- D54 Zwarte Woud (15)
- D55 Odenwald, Spessart en Zuidrijn (14)
- D56 Main-Frankische vlakte (13)
- D57 Neckar- en Taubergäu vlakte (12)
- D58 Zwabisch Keuper-Lias-Land (10)
- D59 Frankisch Keuper-Lias-Land (11)
- D60 Zwabische Alb (09)
- D61 Frankische Alb (08)
- D62 Bovenpfalzer-Bovenmains middelgebergte (07)
- D69 Dinkelberg en Bovenrijndal (16)

### Alpine Voorland
- Beiers Alpenvoorland

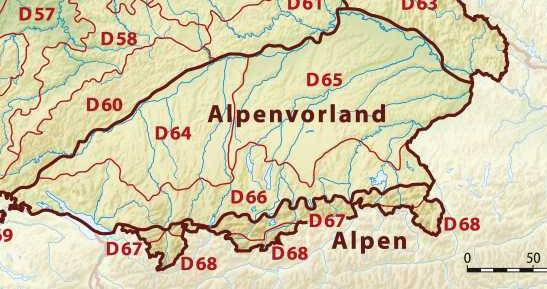

  - D64 Donau-Iller-Lech-Plateau (04)
  - D65 Beneden-Beiers Heuvelland en Isar-Inn-Schotterplateau (05-06)
    - Isar-Inn puinplateau (05, zuiden)
    - Beneden-Beiers middelgebergte (06, midden en noorden)

  - D66 Zuidelijk Alpenvoorland (03)
- D67 Schwäbisch-Beierse Vooralpen (02)
- D68 Noordelijke Kalkalpen (01)

### Noordzee en Oostzee
- D70 Duitse Bocht (zonder rotsuitstulping Helgoland) (900 - tot 90)
- D71 Doggersbank en aangrenzende centrale Noordzee (901 - tot 90)
- D72 Westelijke Oostzee (902 - tot 90)
- D73 Oostelijke Oostzee (903 - tot 90)